# Молчановская культура
Молчановская культура — археологическая культура конца бронзового и начала раннего железного века в Томско-Нарымском Приобье. Входит в культурно-историческую общность культур крестовой керамики.

## История изучения
Культура получила название по ключевому памятнику — Молчановскому городищу на Остяцкой горе (близ села Молчаново) в Молчановском районе Томской области. Выделена в отдельную культуру в начале 1960-х годах М. Ф. Косаревым. Молчановские древности выделены в основном типологически в составе многослойных городищ и селищ.

## Материальная культура
Керамика представлена лепными сосудами ручной работы, которые по форме и орнаменту делятся на две группы. В первую группу входят оригинально профилированные горшки с дугообразно выгнутой шейкой и раздутым туловом, переходящим в небольшое плоское донце. Боковую поверхность сосудов украшают резные геометрические узоры — треугольники, ромбы, меандры, дугообразные «уточки», выполненными резным, мелкоструйчатым и мелкозубчатым штампами. Такой тип керамики восходит  к еловской и позднеирменской культурам. Ко второй группе относятся малоэффектные плоскодонные банки, украшенные поясами отпечатков гладкого, слабоволнистого или гребёнчатого штампов в виде треугольников, ромбов, косых крестов. Данная керамика не имеет местных аналогов. Предполагается, что она была привнесена с Западно-Сибирского таёжного севера. 
Орудия труда и вооружения (скребки, наконечники стрел) в основном каменные. Ножи, топоры, украшения изготавливались из бронзы. 

## Экономика
Основу экономики скорее всего составляли охота и рыболовство, а скотоводство практиковалось преимущественно в южных районах.

## Генетические связи
Молчановская культура сложилась на основе позднего этапа еловской культуры. На заключительном этапе своего развития молчановское население приняло участие в образовании кулайской культуры.

## Антропология
Состав генофонда народов южных селькупов гаплогруппы R1b-M73 (представлены потомками жителей Молчановского района) состоит из четырёх компонентов ― северного (северные ханты и ненцы), юго-западного (ханты), южного (тюрки) и восточного (кеты), представители которых занимают определённую территорию. Каждый компонент генетически близок с популяциями географически близких территорий. Формирование генофонда южных селькупов происходило под влиянием миграций населения с юго-запада, юга и востока.